# یاکوولف یاک-۵۴
یاکوولف یاک-۵۴ (به انگلیسی: Yakovlev_Yak-54) یک هواگرد از نوع آکروجت ساخت شرکت یاکوولف است. هواگرد یاک-۵۴ نخستین پروازش را در ۲۴ دسامبر ۱۹۹۳ میلادی انجام داد.